# The Holiday (EP)
The Holiday EP es un EP de la banda neoyorquina Brand New. El material fue difundido gratuitamente y exclusivamente para los miembros del Street Team de la web oficial de la banda. Sólo fueron distribuidas 1000 copias de este trabajo.
El disco contiene cinco canciones, siendo una de ellas inédita, aunque se trate de un cover. La primera pista se trata de "The Boy Who Blocked His Own Shot (Acoustic)", canción que aparece en su exitoso Deja Entendu y que fue grabada exclusivamente en versión acústica en la radio KNRK de Portland, Oregón, el 10 de julio de 2003. "Logan To Government Center (Demo)" es la misma pista que apareció en el primer 4" de Brand New y que, posteriormente, fue incluida en Your Favorite Weapon. La tercera canción es el hit "The Quiet Things That No One Ever Knows (Acoustic)" canción con la que arrasó con Deja Entendu y que también fue regrabada en acústico por una radio local, K-Rock Station WXRK de New York (ahora WFNY-FM). La penúltima canción es "Good To Know That If I Ever Need Attention All I Have To Do Is Die (Demo)", también perteneciente al Deja Entendu.
Aprovechando que el disco fue lanzado en Navidad, el último tema del EP es el villancico "Oh Holy Night" escrito por Adolphe Adam en 1847 y que es uno de los villancicos populares clásicos del mundo, sobre todo de los países de habla inglesa. Brand New la versionó y grabó en 2003 exclusivamente para este EP.

## Listado de canciones
1. "The Boy Who Blocked His Own Shot" (Acoustic) – 5:03
2. "Logan to Government Center" (Demo) – 3:12
3. "The Quiet Things That No One Ever Knows" (Acoustic) – 4:09
4. "Good to Know That If I Ever Need Attention All I Have To Do Is Die" (Demo) – 5:12
5. "Oh Holy Night" – 3:56

- Datos: Q7739947